# Aeroportul Beaver County
Aeroportul Beaver County (IATA: BFP, ICAO: KBVI, FAA LID: BVI) este un aeroport din Pennsylvania, Statele Unite ale Americii ce deservește zona Beaver⁠(d). Aeroportul a fost tranzitat în 2017 de 4 pasageri. A fost numit după zona deservită.
Situat la o altitudine de 382 m, aeroportul dispune de 1 pistă.

## Infrastructură

### Piste
Aeroportul dispune de o singură pistă. Pista 10/28 are suprafața de asfalt și dimensiunile 4.501 picioare × 100 picioare. 